# Politique dans l'Aube
Le département français de l'Aube est un département créé le 4 mars 1790 en application de la loi du 22 décembre 1789, à partir de l'ancienne province de Champagne. Les 431 actuelles communes, dont presque toutes sont regroupées en intercommunalités, sont organisées en 17 cantons permettant d'élire les conseillers départementaux. La représentation dans les instances régionales est quant à elle assurée par 9 conseillers régionaux. Le département est également découpé en 2 circonscriptions législatives, et est représenté au niveau national par trois députés et deux sénateurs. 

## Représentation politique et administrative

### Préfets et arrondissements

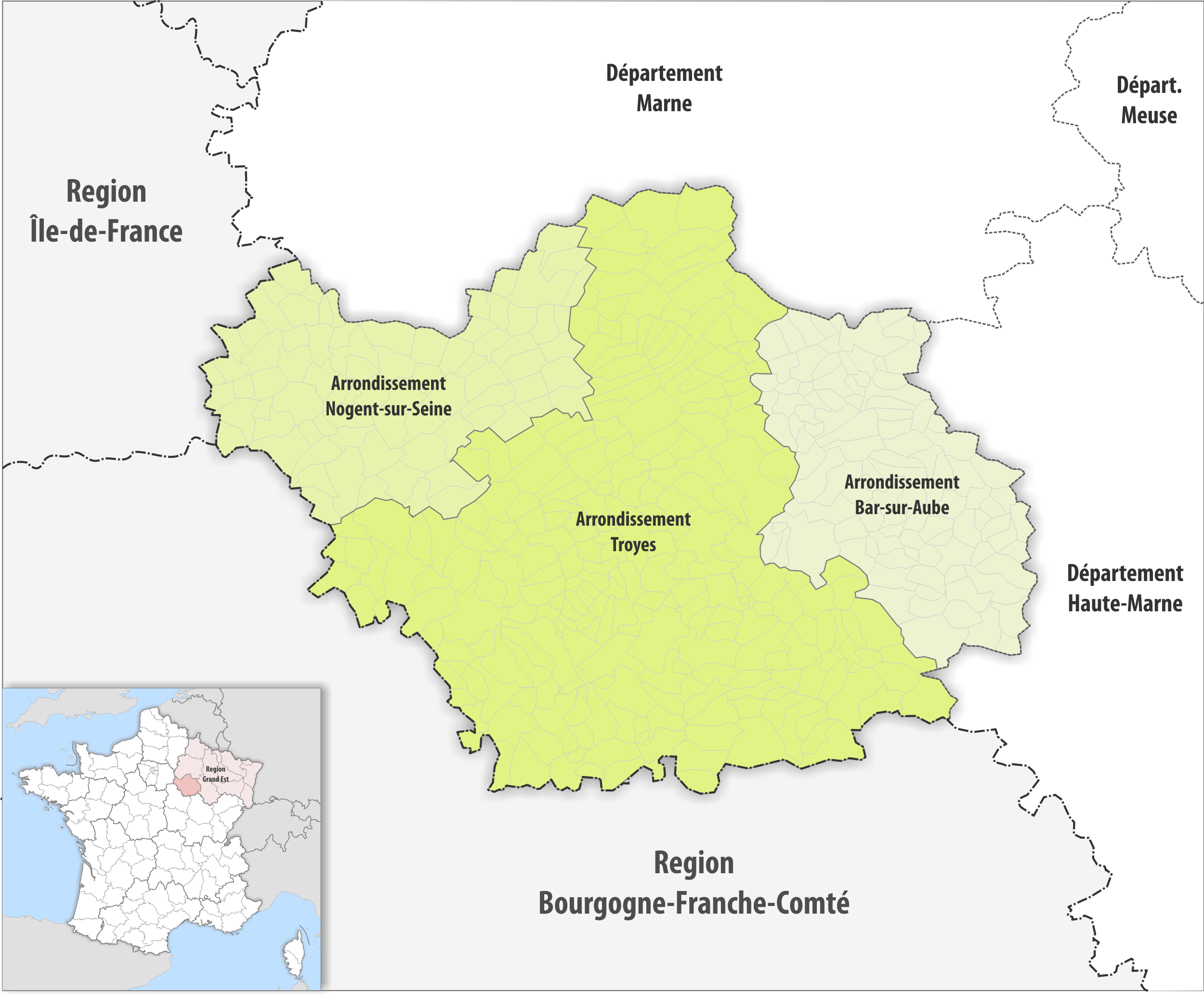
Arrondissements

La préfecture de l'Aube est localisée à Troyes. Le département possède en outre deux sous-préfectures à Bar-sur-Aube et Nogent-sur-Seine. Jusqu'en 1926, deux sous-préfectures supplémentaires étaient situées à Arcis-sur-Aube et Bar-sur-Seine.

### Députés et circonscriptions législatives

Circonscriptions et affiliations à l'issue des élections de 2024.

| Circ. | Nom                   |  | Parti | Groupe                 | Suppléant             |
| ----- | --------------------- |  | ----- | ---------------------- | --------------------- |
| 1re   | Jordan Guitton        |  | RN    | Rassemblement national | Adrien Thiebaut       |
| 2e    | Valérie Bazin-Malgras |  | LR    | Droite républicaine    | Bernard de La Hamayde |
| 3e    | Angélique Ranc        |  | RN    | Rassemblement national | Nicolas Croquet       |

### Sénateurs
| Nom                |  | Parti | Groupe                                       | Autres mandats (passés ou actuels) |
| ------------------ |  | ----- | -------------------------------------------- | ---------------------------------- |
| Évelyne Perrot     |  | UDI   | Union centriste                              |                                    |
| Vanina Paoli-Gagin |  | DVC   | Les Indépendants – République et territoires |                                    |

### Conseillers départementaux

Cantons et affiliations à l'issue des élections de 2021.

| Canton                  | Conseiller Sortant           | Parti | Parti | Conseiller Élu          | Parti | Parti |
| ----------------------- | ---------------------------- | ----- | ----- | ----------------------- | ----- | ----- |
| Aix-Villemaur-Pâlis     | Didier Leprince              |       | LR    | Didier Leprince         |       | LR    |
| Aix-Villemaur-Pâlis     | Pauline Steiner              |       | LR    | Nelly Deleligne         |       | DVD   |
| Arcis-sur-Aube          | Guy Bernier                  |       | UDI   | Guy Bernier             |       | UDI   |
| Arcis-sur-Aube          | Solange Gaudy                |       | LR    | Annie Soucat            |       | DVD   |
| Bar-sur-Aube            | Philippe Dallemagne          |       | UDI   | Philippe Dallemagne     |       | UDI   |
| Bar-sur-Aube            | Marie-Noëlle Rigollot        |       | DVD   | Marie-Noëlle Rigollot   |       | DVD   |
| Bar-sur-Seine           | Bernard de La Hamayde        |       | LR    | Bernard de La Hamayde   |       | LR    |
| Bar-sur-Seine           | Arlette Massin               |       | LR    | Arlette Massin          |       | LR    |
| Brienne-le-Château      | Jean-Marie Coutord           |       | DVD   | Angélique Guilleminot   |       | DVD   |
| Brienne-le-Château      | Joëlle Pesme                 |       | DVD   | Olivier Jacquinet       |       | DVD   |
| Creney-près-Troyes      | Philippe Pichery             |       | DVD   | Philippe Pichery        |       | DVD   |
| Creney-près-Troyes      | Claude Homehr                |       | LR    | Claude Homehr           |       | LR    |
| Nogent-sur-Seine        | Gérard Ancelin               |       | DVD   | Estelle Bomberger-Rivot |       | LR    |
| Nogent-sur-Seine        | Bernadette Garnier           |       | DVD   | Jean-Yves Mathias       |       | DVD   |
| Les Riceys              | Jean-Michel Hupfer           |       | DVD   | Jean-Michel Hupfer      |       | DVD   |
| Les Riceys              | Christine Patrois            |       | LR    | Christine Patrois       |       | LR    |
| Romilly-sur-Seine       | Jérôme Bonnefoi              |       | LR    | Jérôme Bonnefoi         |       | LR    |
| Romilly-sur-Seine       | Agnès Mignot                 |       | LR    | Agnès Mignot            |       | LR    |
| Saint-André-les-Vergers | Alain Balland                |       | LR    | Alain Balland           |       | LR    |
| Saint-André-les-Vergers | Véronique Saublet Saint-Mars |       | DVD   | Catherine Ledouble      |       | LR    |
| Saint-Lyé               | Danièle Boeglin              |       | DVD   | Jean-Marie Camut        |       | DVD   |
| Saint-Lyé               | Jean-Marie Camut             |       | DVD   | Marie-Thérèse Leroy     |       | DVD   |
| Troyes-1                | Élisabeth Philippon          |       | LR    | Élisabeth Philippon     |       | LR    |
| Troyes-1                | Jacky Raguin                 |       | LR    | Jacky Raguin            |       | LR    |
| Troyes-2                | Valéry Denis                 |       | DVD   | Valéry Denis            |       | DVD   |
| Troyes-2                | Anne-Marie Zeltz             |       | DVD   | Anne-Marie Zeltz        |       | DVD   |
| Troyes-3                | Hania Kouider                |       | LR    | Olivier Girardin        |       | PS    |
| Troyes-3                | Olivier Richard              |       | LR    | Djamila Haddad          |       | DVG   |
| Troyes-4                | Catherine Brégeaut           |       | LREM  | Catherine Brégeaut      |       | LREM  |
| Troyes-4                | Marc Bret                    |       | DVG   | Marc Bret               |       | DVG   |
| Troyes-5                | Sibylle Bertail              |       | DVD   | Sibylle Bertail         |       | DVD   |
| Troyes-5                | Jacques Rigaud               |       | LR    | Nicolas Honoré          |       | UDI   |
| Vendeuvre-sur-Barse     | Christian Branle             |       | LR    | Bertrand Chevalier      |       | DVD   |
| Vendeuvre-sur-Barse     | Marielle Chevallier          |       | LR    | Marielle Chevallier     |       | LR    |

### Conseillers régionaux
Présidence : Jean Rottner (Haut-Rhin)
|            | Parti     | Siège |
| ---------- | --------- | ----- |
| Majorité   |           |       |
|            | LR-UDI-LC | 6     |
| Opposition |           |       |
|            | RN        | 2     |
|            | ÉCO       | 1     |

### Maires

Carte des 431 communes de l'Aube au 1er janvier 2022.

| Commune                 | Maire              |  | Parti | Élection | Population |
| ----------------------- | ------------------ |  | ----- | -------- | ---------- |
| La Chapelle-Saint-Luc   | Olivier Girardin   |  | PS    | 2008     | 12 319     |
| Romilly-sur-Seine       | Éric Vuillemin     |  | LR    | 2008     | 14 451     |
| Saint-André-les-Vergers | Catherine Ledouble |  | DVD   | 2020     | 12 311     |
| Sainte-Savine           | Arnaud Magloire    |  | DVG   | 2020     | 10 573     |
| Troyes                  | François Baroin    |  | LR    | 1995     | 61 652     |